# جياني أوكليبو
جياني أوكليبو (بالإيطالية: Gianni Ocleppo)‏ مواليد 6 أبريل 1957 في تورينو، هو لاعب كرة مضرب إيطالي سابق وكان يلعب باليد اليمنى. أعلى تصنيف له في الفردي كان المركز الـ 30 في سنة 1979. أعلى تصنيف له في الزوجي كان المركز الـ 53 في سنة 1987.

## روابط خارجية
- جياني أوكليبو على موقع رابطة محترفي التنس (الإنجليزية)
- جياني أوكليبو على موقع الاتحاد الدولي لكرة المضرب (الإنجليزية)
- جياني أوكليبو على موقع كأس ديفيز (الإنجليزية)
- جياني أوكليبو على موقع خلاصة التنس.كوم (الإنجليزية)